# Dove credi di andare
Se il tempo che è passato 
Non passerà mai 
Povere le tue notti 
Se tu le spenderai 
Per dimenticare»
Dove credi di andare  è un brano musicale composto da Sergio Endrigo, presentato al Festival di Sanremo 1967 nell'interpretazione di Sergio Endrigo e Memo Remigi.

## Il brano
Il testo tratta del vuoto che ha una persona se non riesce ad amare, e nessuno porterà via da se stesso.
La canzone si classificò al settimo posto all'edizione del Festival di Sanremo del 1967.